# فلور ماریا وگا زاپاتا
فلور ماریا وگا زاپاتا (انگلیسی: Flor de María Vega Zapata) دادستان اهل پرو است.
او یک وکیل است که علیه معادن غیرقانونی در کشورش ایستادگی کرد.
وی همچنین برندهٔ جوایزی همچون جایزه بین‌المللی زنان شجاع شده‌است.